# Iglesia de San Pedro (Fuentes Claras)
La iglesia de San Pedro es un edificio gótico-renacentista construido en el siglo XVI en la localidad de Fuentes Claras (provincia de Teruel, Aragón, España). 

## Descripción
La referencia más remota que se tiene del templo es del año 1567, cuando el visitador arzobispal mandó que el suelo fuera enladrillado. El templo fue construido en mampostería y cantería y está ubicado sobre las ruinas de la antigua ciudadela militar, construida en el siglo XIV. Presenta una única nave de tres tramos y capillas entre contrafuertes. La cubierta es de crucería estrellada con arandelas de madera policromada del siglo XVII y la cabecera es poligonal, cubierta con la misma bóveda que el tramo adyacente de la nave mayor.
La portada del edificio es sencilla, de dos cuerpos. Es diferente a las habituales de la época y sería producto de una reforma posterior. Sirvió de modelo a la de la Iglesia parroquial de Caminreal, ya en el siglo XVIII. En el lado izquierdo de la portada se puede apreciar la inscripción Año 1663 / se plantó la olma. Desde fecha inmemorial la portada estaba flanqueada por dos olmos centenarios (las olmas). Ambos fueron atacados por una enfermedad y, tras consulta popular, cortados en 1989 y sustituidos por árboles jóvenes.
En el lateral derecho se encuentra una pequeña construcción que da acceso al espacio del cementerio antiguo, del cual aún se conserva el muro de sillería que bordea este lado del templo.
La torre presenta dos cuerpos de piedra. En 1699 fue coronada con un nuevo chapitel, construido por el maestro de obras Juan Antonio Aparicio, originario de Madrid. Por ello dicho templo presenta una estética barroca castellana, totalmente diferente al del resto de temples religiosos de la época en la comarca.

## Elementos destacables
De comienzos del siglo XVII es el retablo de la Virgen del Rosario, en el que debió de trabajar el escultor navarro Miguel Sanz (m. 1623). De la misma época es un retablo manierista, con imágenes de Santa Ana y San Bartolomé. Junto a él, en el lado de la epístola, se conservan las imágenes dieciochescas de Santa Lucía, San Fabián y San Sebastián.
Entre las esculturas que guarda en su interior destaca en el lado del evangelio el busto de Santa Ana, la Virgen y el Niño, del siglo XVI.
El templo también guarda una relevante colección de orfebrería, con piezas góticas como una crismera del finales del siglo XV, dos cruces procesionales del XVI, destacando una realizada en Daroca de fuerte raigambre gótica, además de un cáliz renacentista y una custodia barroca del siglo XVII.
En cuanto al órgano de tubos fue construido en 1724 por el maestro organero Bartolomé Sánchez.